# Echte Trüffeln
Die  Echten Trüffeln (Tuber) sind eine Pilzgattung aus der Familie der Trüffelverwandten (Tuberaceae). Die Arten gehen eine Mykorrhiza mit Bäumen ein und fruktifizieren unterirdisch in Form von Knollen. Markant ist das marmorierte Fleisch im Querschnitt. Die Gattung enthält einige begehrte Speisepilze, die mit abgerichteten Trüffelhunden aufgespürt, gesammelt und als Delikatesse zu hohen Preisen verkauft werden.

## Merkmale

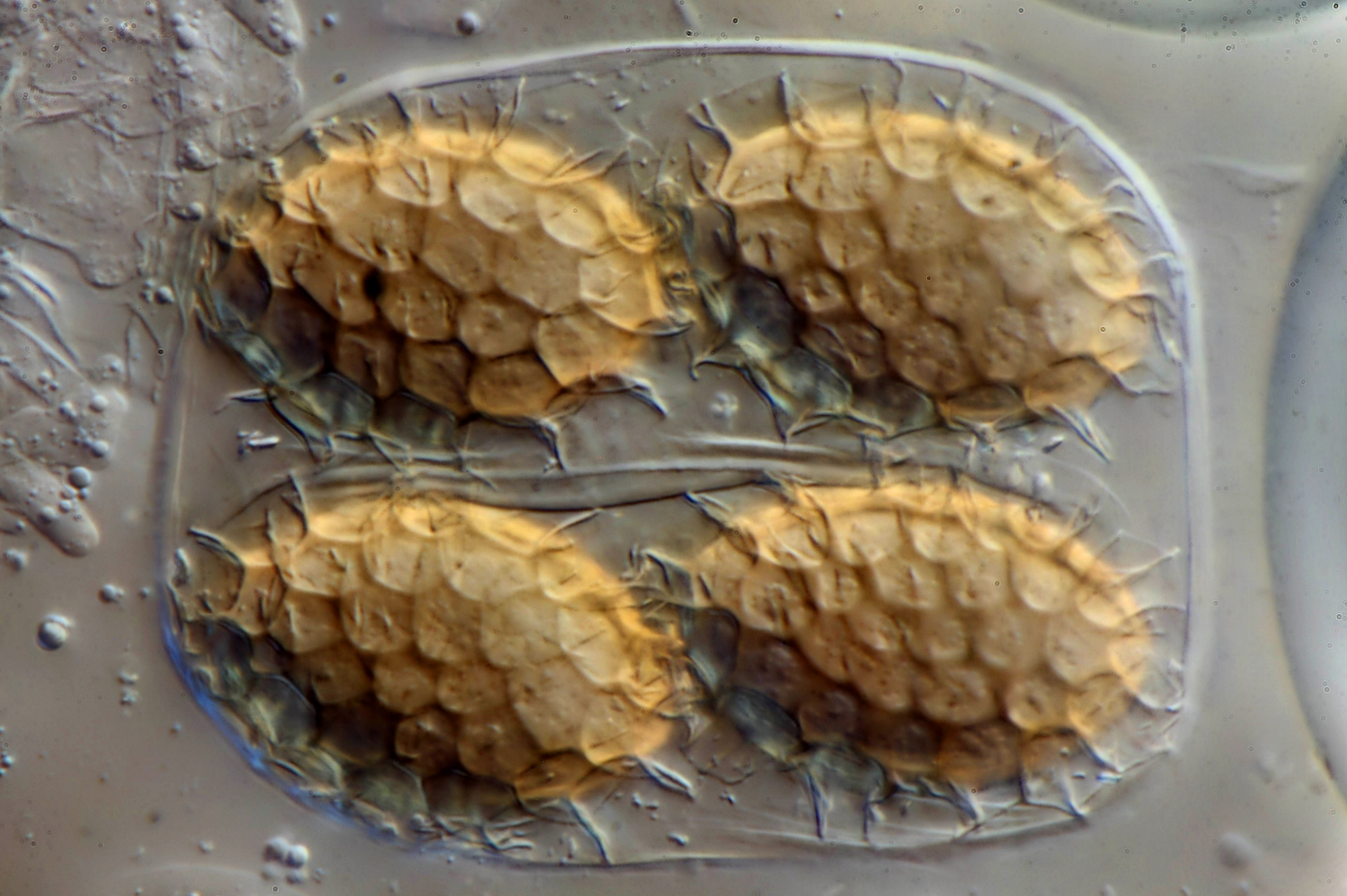
Ein Schlauch mit 4 Sporen von Tuber oregonense im Lichtmikroskop

### Makroskopische Merkmale
Die Echten Trüffeln bilden unterirdische, kugelig-knollige haselnuss- bis kopfgroße Fruchtkörper. Ihre Oberfläche ist häufig höckerig, das Trama ist fleischig-zäh und gelblich bis dunkelbraun gefärbt, es kann vollfleischig oder mit Hohlräumen versehen sein. Die Gleba ist durch verschiedenfarbige Adern marmoriert, helle Adern, die sogenannten „Venae externae“ münden an der Oberfläche der Fruchtkörper.
Auffällig ist der oft starke Geruch der Fruchtkörper.

### Mikroskopische Merkmale
Ein Hymenium wird nicht ausgebildet, die fast kugelförmigen Asci liegen nesterartig in der Gleba zerstreut, sie enthalten eine reduzierte Zahl von Ascosporen, meist weniger als acht, die breit ellipsoiden Ascosporen sind meist auffallend komplex ornamentiert.

## Ökologie
Die Arten der Gattung leben in Ektomykorrhiza-Symbiose mit Laubbäumen, häufig mit Eichen oder Haseln, sie kommen vor allem in wärmebegünstigten Gebieten vor.
Sie fruchten mit unterirdischen (hypogäisch), knolligen Fruchtkörpern. Sie ziehen Tiere an, die die Fruchtkörper verzehren und ihre Sporen verbreiten (Zoochorie). Dies geschieht wahrscheinlich durch die besonders zur Reifezeit der Sporen abgesonderten Düfte, attraktive Nährstoffe, jahreszeitlich ausgedehnte Verfügbarkeit der unterirdischen Fruchtkörper.

## Arten

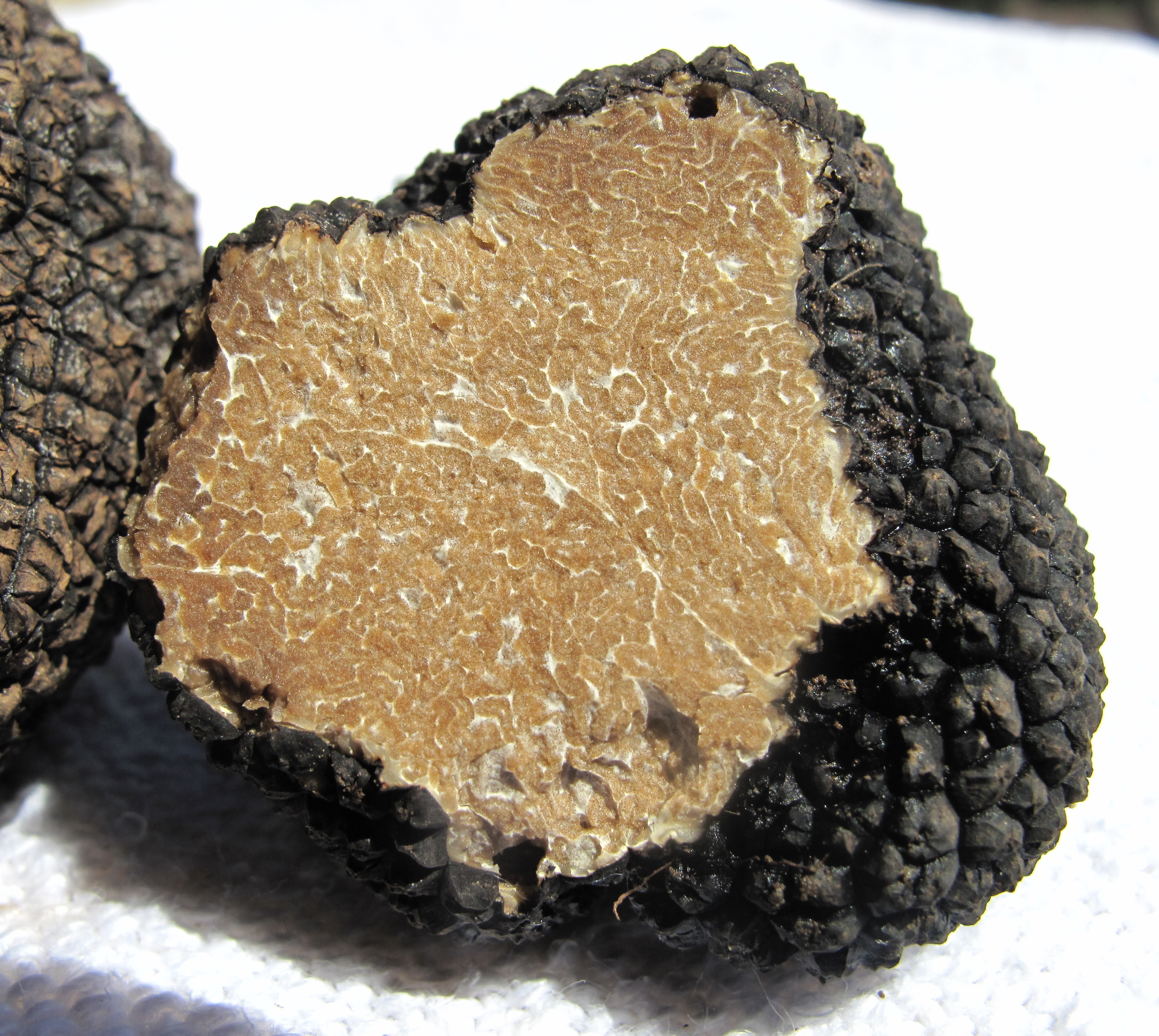
Sommer-Trüffel Tuber blotii
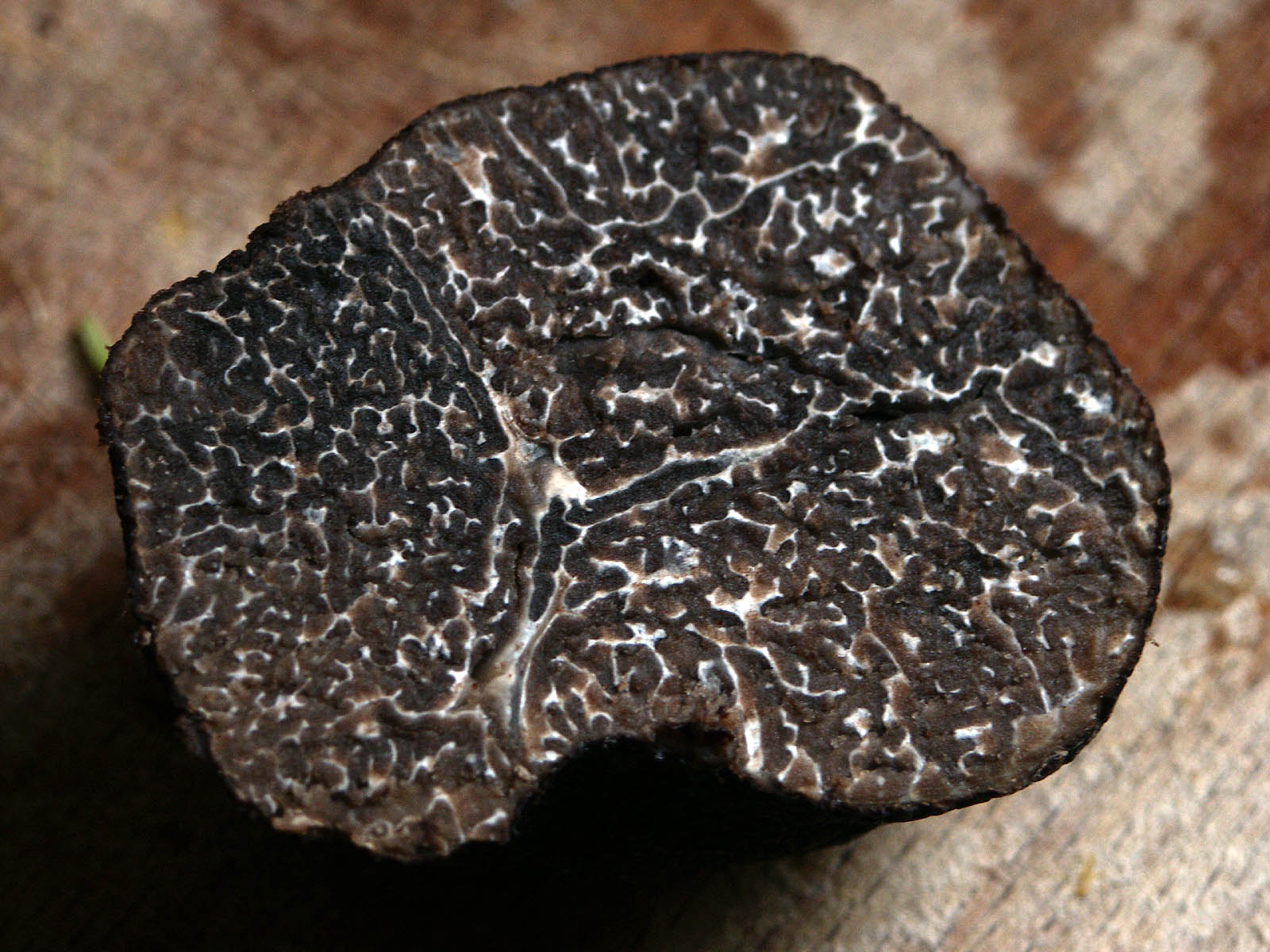
Winter-Trüffel Tuber brumale
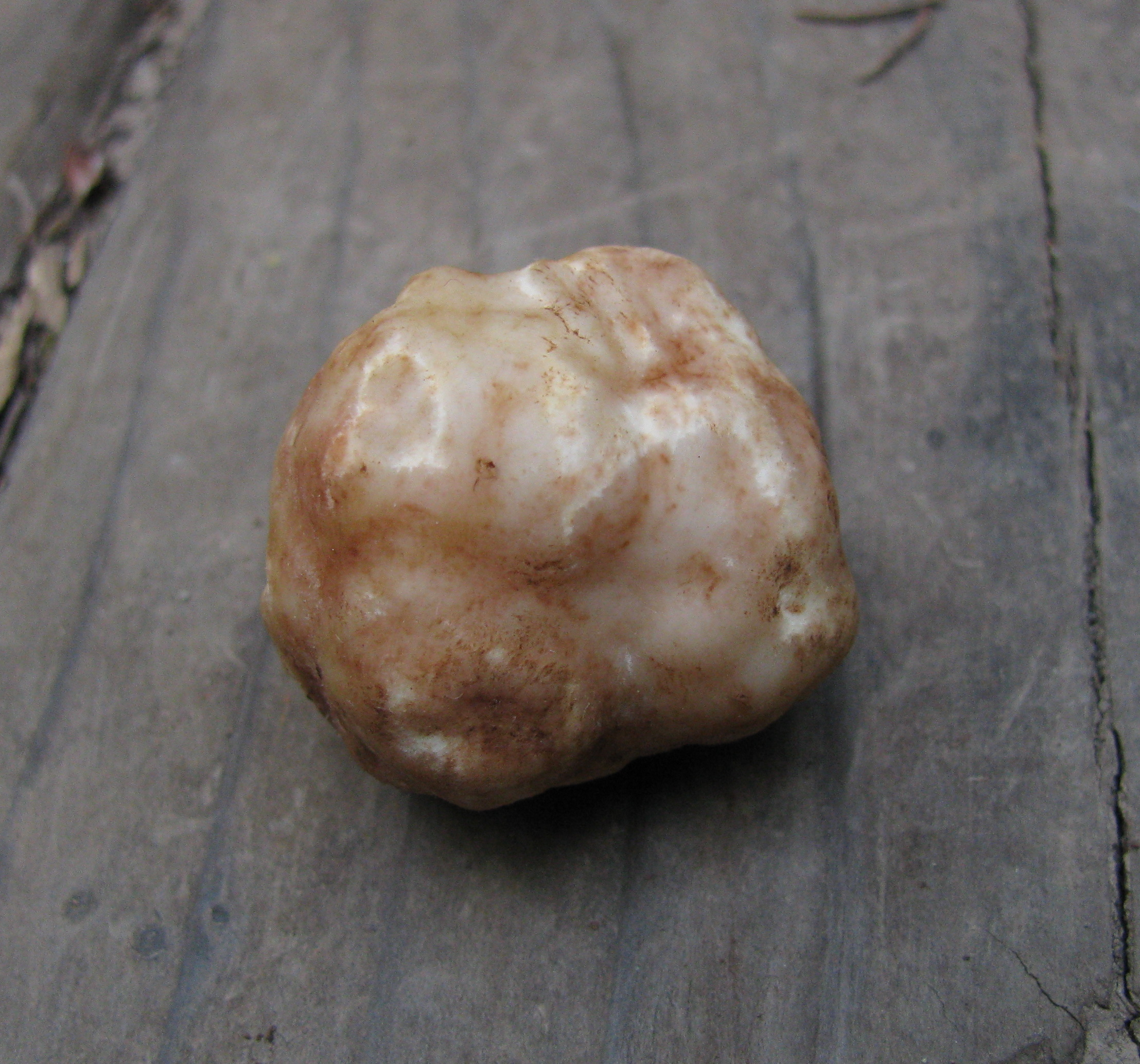
Flaumige Trüffel Tuber gibbosum
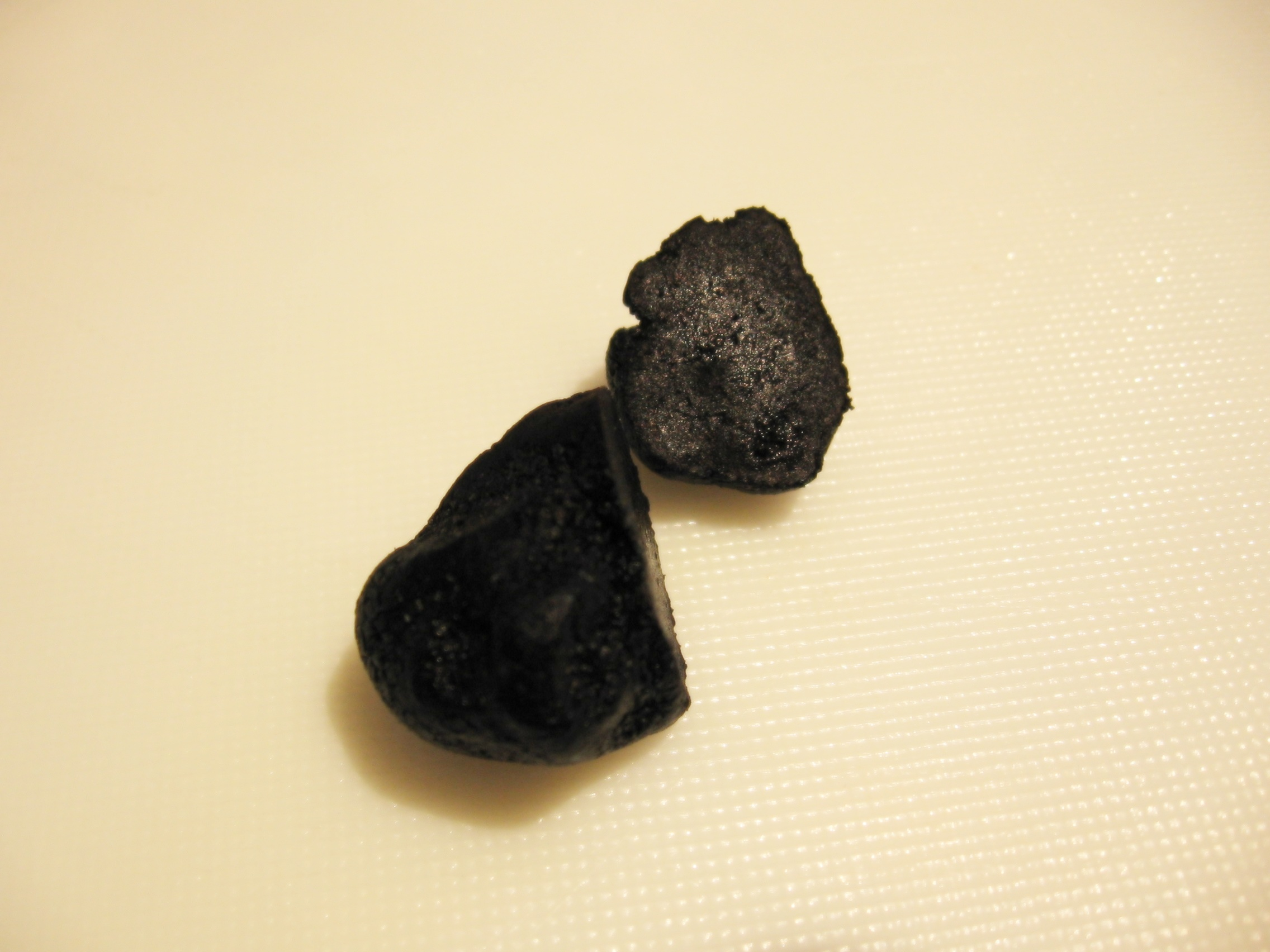
Chinesische Trüffel Tuber indicum
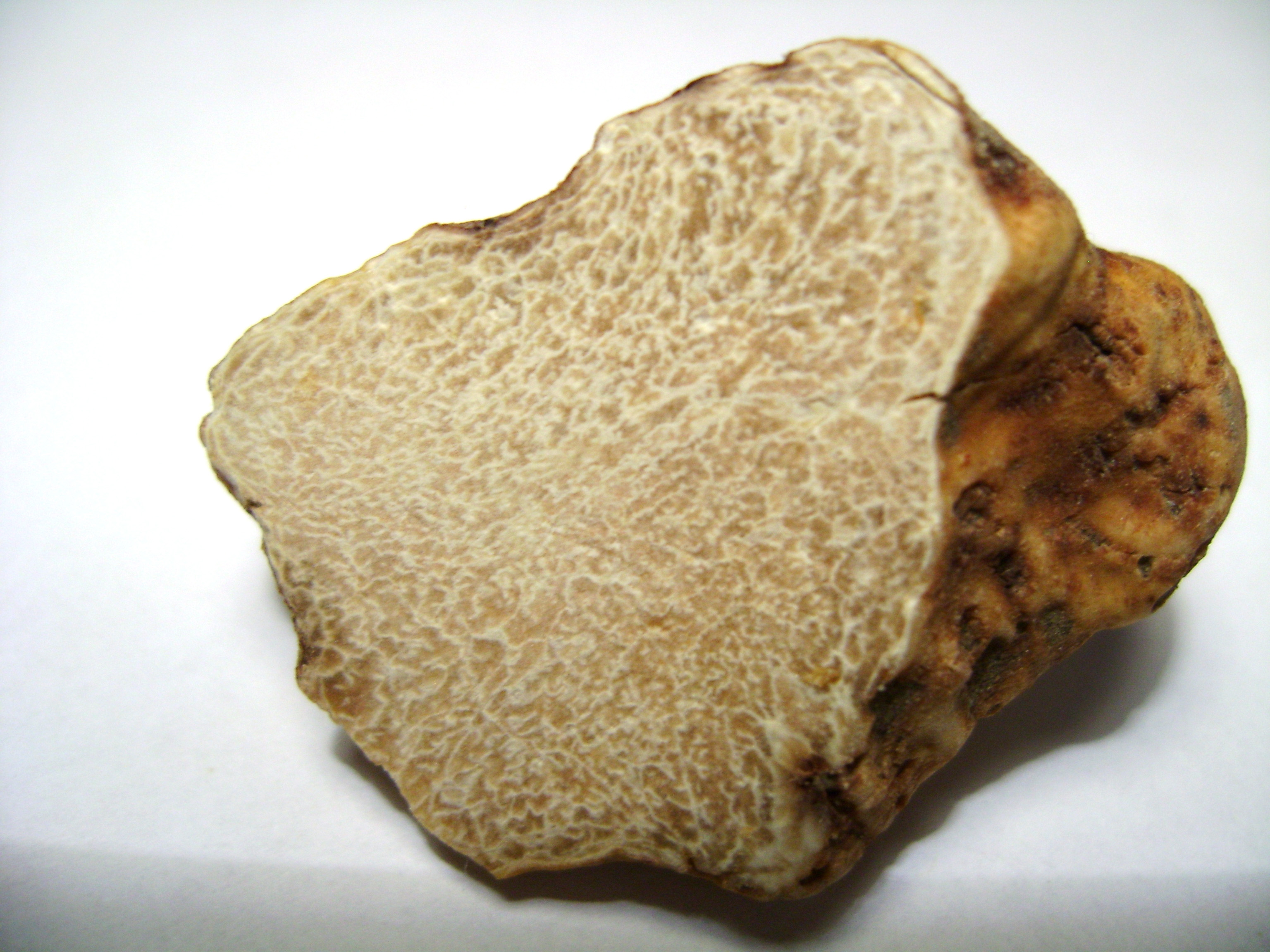
Weiße Trüffel Tuber magnatum
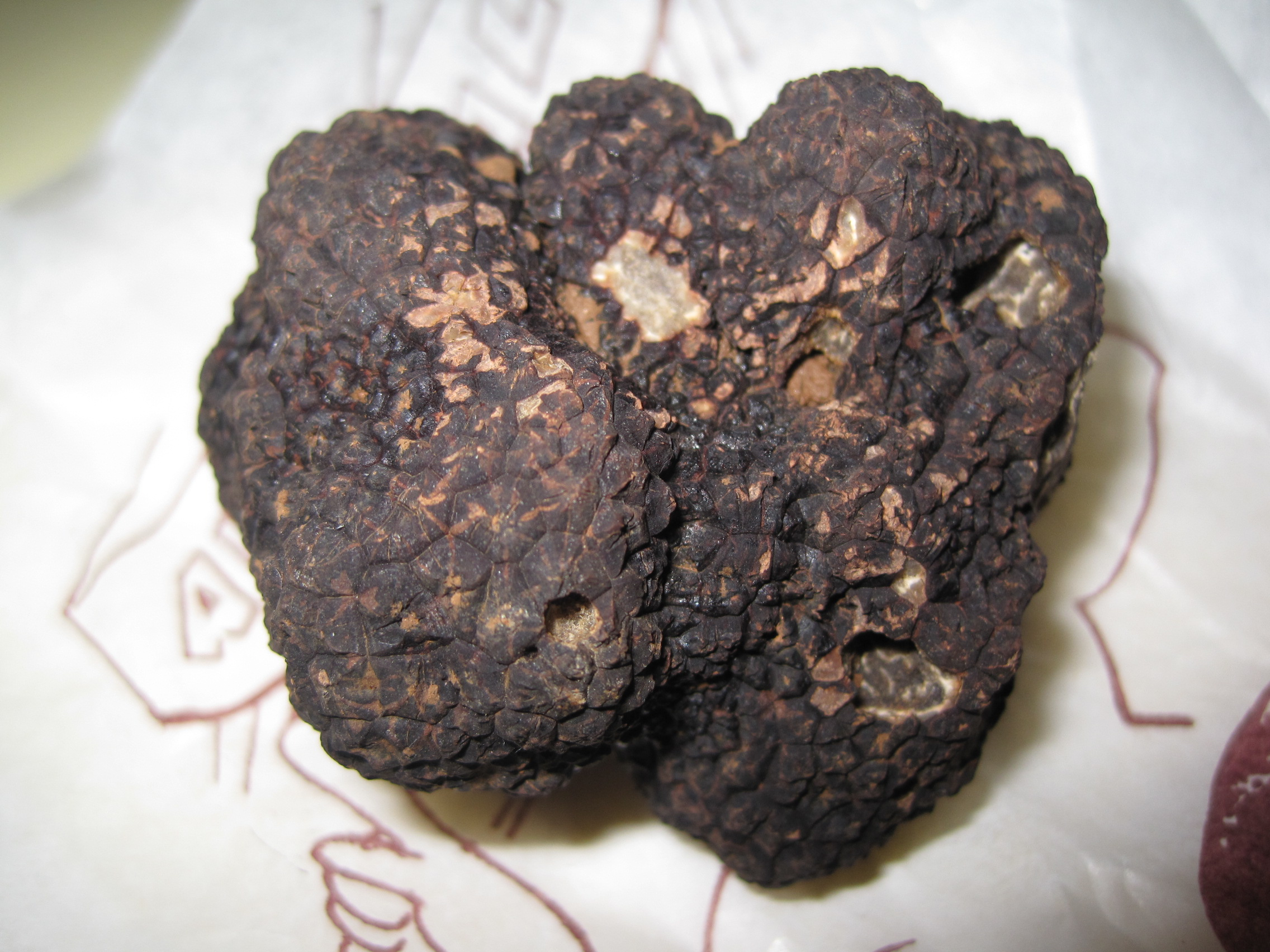
Perigord-Trüffel Tuber melanosporum

Die Gattung umfasst 86 Arten. In Europa kommen rund 30 Arten vor bzw. sind dort zu erwarten.
| Deutscher Name                             | Wissenschaftlicher Name                   | Autorenzitat                                                                       |
| ------------------------------------------ | ----------------------------------------- | ---------------------------------------------------------------------------------- |
| Olivbraune Trüffel                         | Tuber anniae                              | W. Colgan & Trappe 1997                                                            |
| Mittelmeer-Trüffel                         | Tuber asa                                 | Tulasne 1851                                                                       |
| Bellones Trüffel                           | Tuber bellonei beschrieben als „Bellonae“ | Quélet 1888                                                                        |
| Weiße Weitmaschen-Trüffel                  | Tuber bernardinii                         | L. Gori 2003                                                                       |
| Sommer- oder Burgunder-Trüffel             | Tuber blotii                              | Eudes-Deslongchamps 1824                                                           |
| Weißliche oder Frühlingstrüffel            | Tuber borchii                             | Vittadini 1831                                                                     |
| Winter-Trüffel                             | Tuber brumale                             | Vittadini 1831                                                                     |
| Zistrosen-Trüffel                          | Tuber cistophilum                         | P. Alvarado, G. Moreno, Manjón, Gelpi & J. Muñoz 2012                              |
| Erdigriechende Trüffel                     | Tuber decipiens                           | Bozac, Širić & Kos 2012                                                            |
| Knotige Trüffel                            | Tuber donnagotto                          | Bozac, Širić & Kos 2012                                                            |
| Schlesische Trüffel                        | Tuber dryophilum                          | Tulasne 1844                                                                       |
| Ausgehöhlte Trüffel                        | Tuber excavatum                           | Vittadini 1831                                                                     |
| Helle Zwerg-Trüffel                        | Tuber exiguum                             | R. Hesse 1891                                                                      |
| Stinkende Trüffel                          | Tuber foetidum                            | Vittadini 1831                                                                     |
| Orangerote oder Orangebraune Hart-Trüffel  | Tuber fulgens                             | Quélet 1880                                                                        |
| Gennadis Trüffel                           | Tuber gennadi                             | (Chatin 1896) Patouillard 1903                                                     |
| Flaumige Trüffel                           | Tuber gibbosum                            | Harkness 1899                                                                      |
| Großsporige oder Rheinische Trüffel        | Tuber macrosporum                         | Vittadini 1831                                                                     |
| Gefleckte Trüffel                          | Tuber maculatum                           | Vittadini 1831                                                                     |
| Piemont-, Alba- oder Weiße Trüffel         | Tuber magnatum                            | (Pico 1788) Vittadini 1831                                                         |
| Weiche Trüffel                             | Tuber malacodermum                        | Fischer 1923                                                                       |
| Malencons Trüffel                          | Tuber malenconii                          | Donadini, Riousset, G. Riousset & G. Chevalier 1979                                |
| Périgord- oder Schwarze Trüffel            | Tuber melanosporum                        | Vittadini 1831                                                                     |
| Glattsporige Trüffel                       | Tuber melosporum                          | (G. Moreno, J. Díez & Manjón 2000) P. Alvarado, G. Moreno, J.L. Manjón & Díez 2012 |
| Teer-Trüffel oder Schwarze Gekröse-Trüffel | Tuber mesentericum                        | Vittadini 1831                                                                     |
| Kleinsporige Trüffel                       | Tuber microsporum                         | Vittadini 1831                                                                     |
| Feinnetzsporige Trüffel                    | Tuber multimaculatum                      | Parladé, Trappe & I.F. Alvarez in I.F. Alvarez et al. 1993 ('1992')                |
| Gelbbraune Trüffel                         | Tuber nitidum                             | Vittadini 1831                                                                     |
| Sporenarme Trüffel                         | Tuber oligospermum                        | (Tulasne & C. Tulasne 1851) Trappe 1979                                            |
| Kokosnuss-Trüffel                          | Tuber panniferum                          | Tulasne & C. Tulasne 1851                                                          |
| Chinesische Hohl-Trüffel                   | Tuber pseudoexcavatum                     | Y. Wang, G. Moreno, Riousset, Manjón & G. Riousset 1998                            |
| Flaumhaarige Zwerg-Trüffel                 | Tuber puberulum                           | Berkeley & Broome 1846                                                             |
| Meerrettich-Trüffel                        | Tuber rapaeodorum                         | Tulasne 1843                                                                       |
| Haselnussgroße Trüffel                     | Tuber regianum                            | Montecchi & Lazzari 1987                                                           |
| Requiens Trüffel                           | Tuber requienii                           | Tulasne & C. Tulasne 1851                                                          |
| Rotbräunliche Trüffel                      | Tuber rufum                               | Pollini 1816                                                                       |

- Sommer-Trüffel
Tuber blotii
- Winter-Trüffel
Tuber brumale
- Flaumige Trüffel
Tuber gibbosum
- Chinesische Trüffel
Tuber indicum
- Weiße Trüffel
Tuber magnatum
- Perigord-Trüffel
Tuber melanosporum

### Außereuropäische Arten (Auswahl)
- Himalaya-Trüffel – Tuber himalayensis
- Chinesische Trüffel – Tuber indicum Cooke & Massée 1892
- Weiße Chinesische Sommer-Trüffel – Tuber sinensis

## Bedeutung
Die Gattung umfasst einige der begehrtesten und teuersten Speisepilze. Sie werden im Mittelmeergebiet und Neuseeland zum Teil in Trüffelwäldern kultiviert, in denen künstlich mit Trüffeln infizierte Eichen gepflanzt werden. In Deutschland sind alle Arten der Gattung nach der Bundesartenschutzverordnung geschützt und dürfen nicht gesammelt werden.